# Alexander ALX500
Alexander ALX500 — двухэтажный автобус особо большой вместимости производства Walter Alexander Coachbuilders, предназначенный для эксплуатации в странах с левосторонним движением. Вытеснен с конвейера моделью Alexander Dennis Enviro500.

## История
Автобус Alexander ALX500 серийно производился с февраля 1997 года. За его основу были взяты шасси Volvo Super Olympian и Dennis Trident 3. Автобусы отличались дневными ходовыми огнями: у модели на шасси Dennis Trident 3 круглые, тогда как у модели на шасси Volvo Super Olympian квадратные. 
Автобусы эксплуатировались в Гонконге, Коулуне и Бирмингеме. С учётом климата, автобусы были оборудованы системой кондиционирования. 
В 1999 году автобус Alexander ALX500 прошёл рестайлинг путём использования деталей от автобуса Alexander ALX400. 
Производство завершилось в 2002 году. 